# Lelio Basso
Pour les articles homonymes, voir Basso.
Lelio Basso (né le 25 décembre 1903 à Varazze et mort le 16 décembre 1978  à Rome) est un avocat et homme politique socialiste italien, fondateur du Tribunal permanent des peuples.

## Biographie
Lelio Basso est né à Varazze, dans la province de Savone, en Ligurie.
Militant socialiste, il participe à la lutte contre la dictature fasciste et est à ce titre emprisonné. En 1946, il est élu député PSI à l'Assemblée constituante.
Il est en 1964 l'un des fondateurs du Parti socialiste italien d'unité prolétarienne (Partito Socialista Italiano di Unità Proletaria, PSIUP).
Auteur d'ouvrages théoriques, il a également traduit en italien plusieurs textes de Rosa Luxemburg.
Il devient sénateur en 1972.
Il participe au Tribunal Russell et le Tribunal permanent des peuples est fondé en 1979 sur son initiative.